# Duitse militaire begraafplaats in Lommel

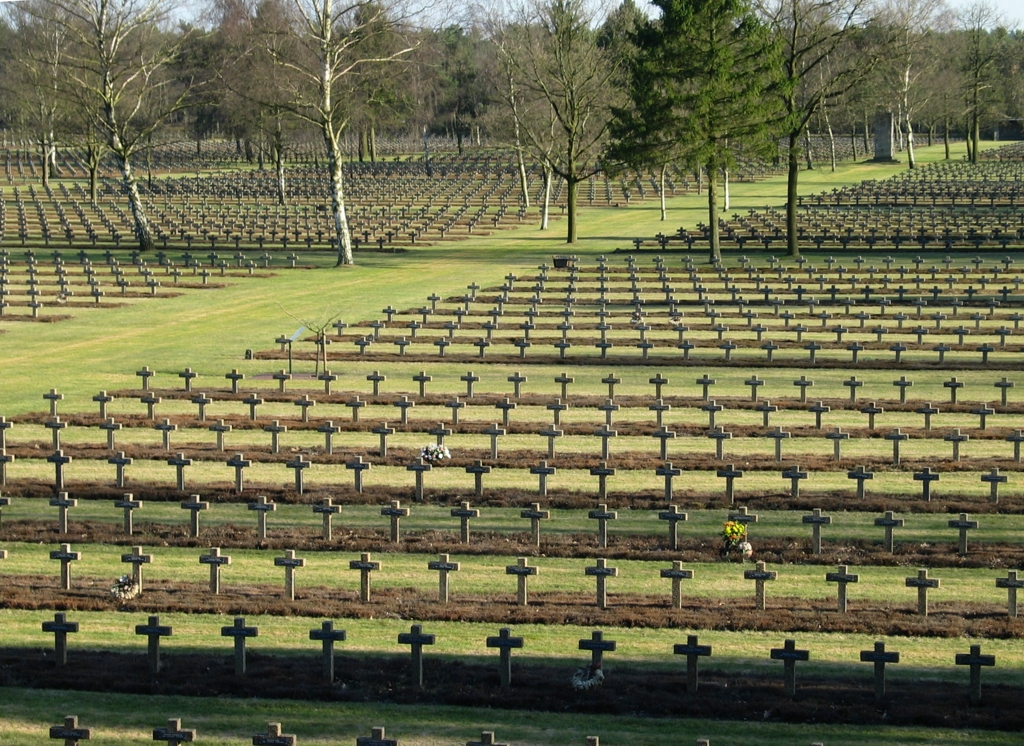
Overzicht van de begraafplaats

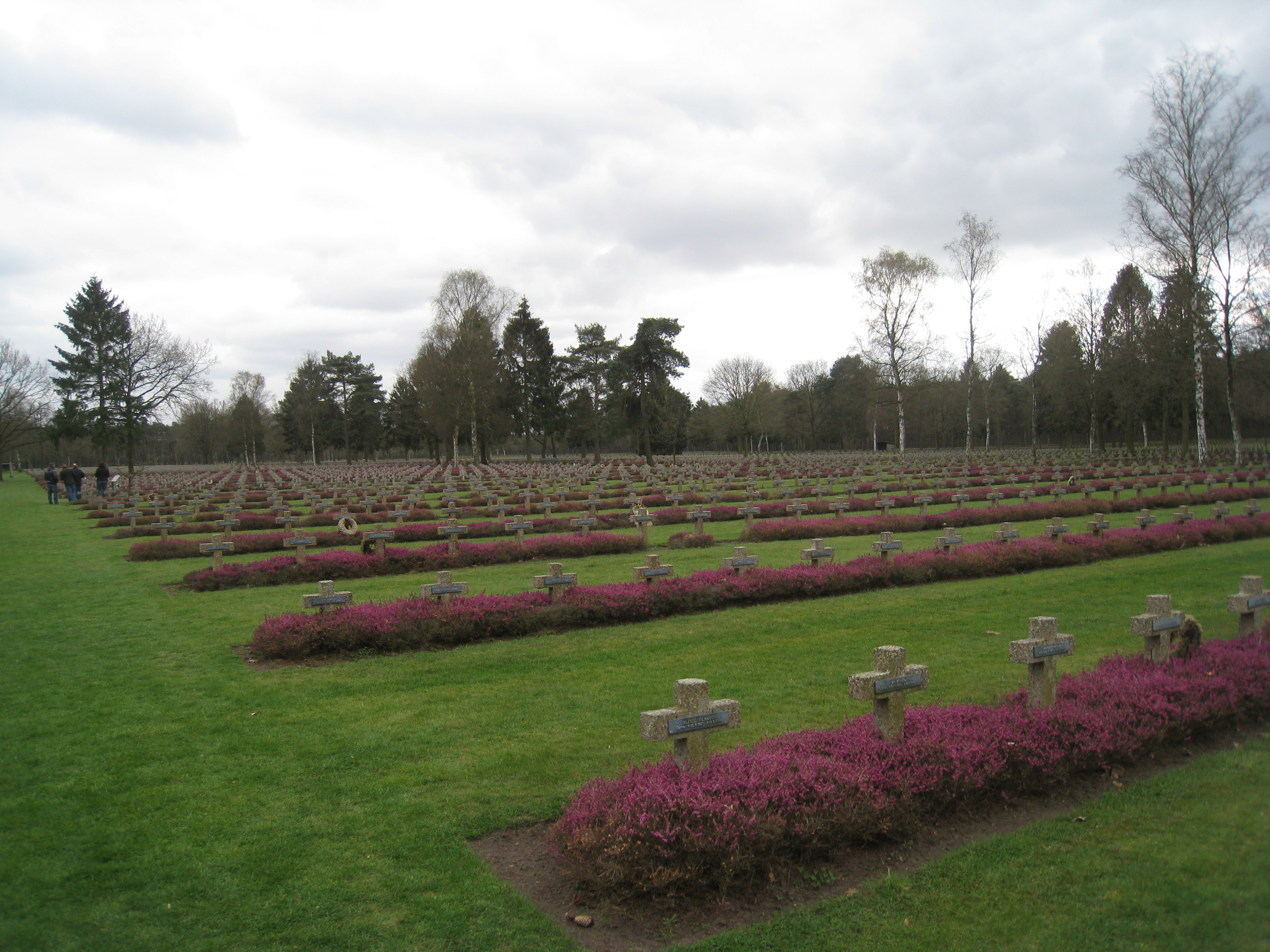
Rijen graven met bloeiende heide

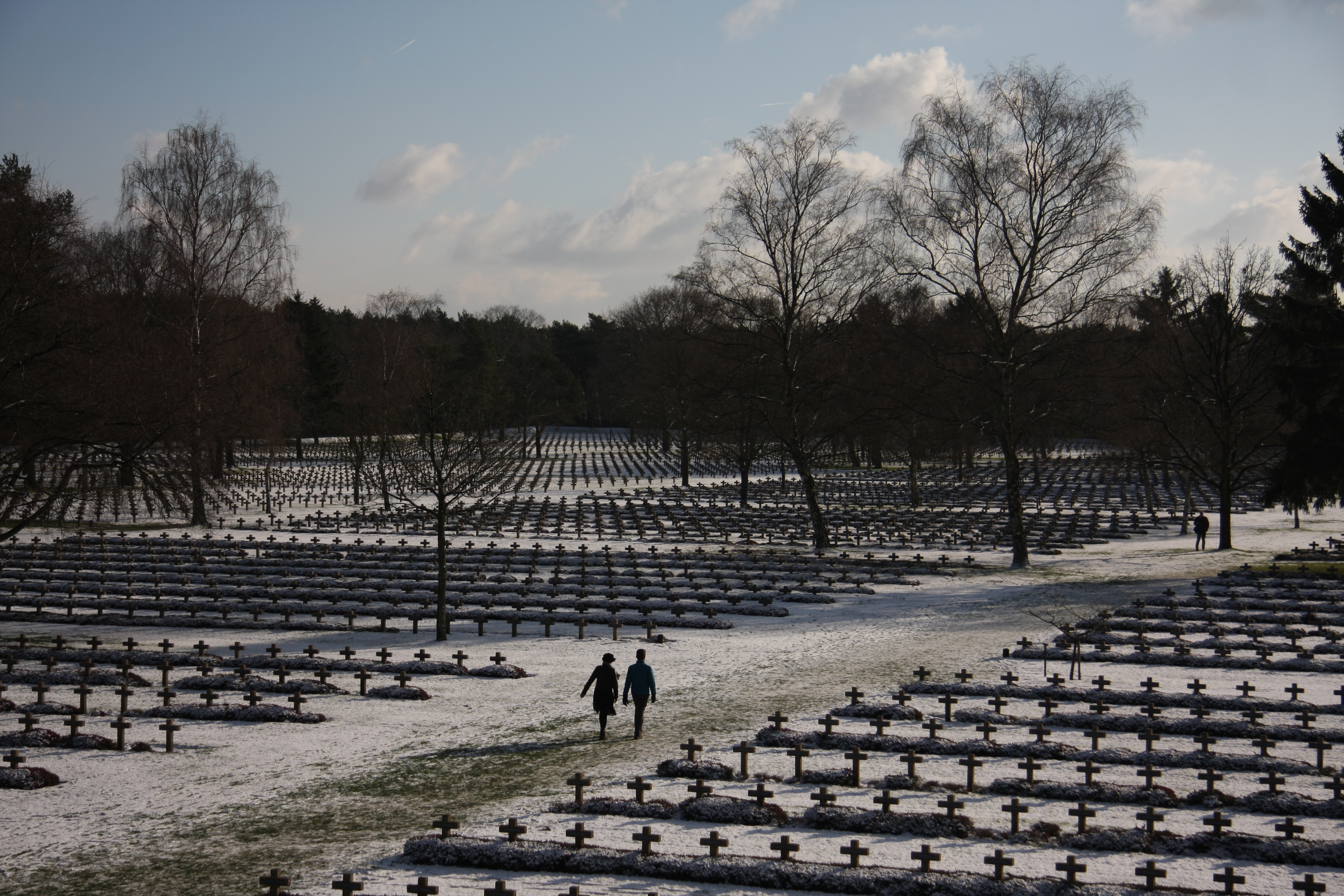
De begraafplaats op een winterse dag

De Duitse militaire begraafplaats (Deutscher Soldatenfriedhof Lommel) is een begraafplaats te Kattenbos in de Belgische gemeente Lommel. Hier rusten voornamelijk Duitse soldaten die gesneuveld zijn tijdens de Tweede Wereldoorlog. Daarnaast ligt er een kleiner aantal soldaten begraven die tijdens de Eerste Wereldoorlog zijn omgekomen. Het is, voor wat betreft de Tweede Wereldoorlog, de grootste Duitse militaire begraafplaats buiten Duitsland in West-Europa. De officiële inwijding van de begraafplaats vond plaats in 1959. Volgens de Conventie van Genève hebben gesneuvelde militairen, ook in het buitenland, "Recht op Eeuwige Rust".

## De begraafplaats

### Enige cijfers
Het terrein is 16 ha groot en er liggen meer dan 38.000 soldaten uit de Tweede Wereldoorlog. Deze zijn voor het overgrote deel afkomstig uit verzamelbegraafplaatsen te Hendrik-Kapelle, Fosse, Overrepen en Neuville-en-Condroz. Daar waren ze voorlopig door de Amerikaanse Gravendienst (U.S. Battle Monument Commission) begraven, om in 1946 en 1947 naar Lommel te worden overgebracht. Sinds 1946, toen de Belgische regering met de aanleg van de begraafplaats begon, worden alle Duitse soldaten uit de Tweede wereldoorlog die op Belgisch grondgebied gevonden worden hier begraven. De 483 soldaten uit de Eerste Wereldoorlog zijn afkomstig van een soldatenkerkhof te Leopoldsburg. In 2016 lagen er in totaal 39.108 gesneuvelden. Het aantal is in de loop der tijd licht gestegen omdat er nog resten van vermiste gesneuvelden werden gevonden, bijvoorbeeld omdat de overheid overging tot berging van vliegtuigwrakken. Zo werden in 2008 nog stoffelijke resten van drie personen uit de Luftwaffe ter aarde besteld. Op 21 september 2019, op de Internationale Dag van de Vrede werden, ter herinnering aan 75 jaar bevrijding en het 100-jarig bestaan van de Duitse oorlogsgravendienst, drie onbekende soldaten bijgezet. Op deze speciale gelegenheid werd eveneens een "vredesklok" gegoten, die daarna op het binnenplein voor de crypte geplaatst is.
De soldaten die hier zijn begraven, sneuvelden in hoofdzaak tijdens:
- De Achttiendaagse Veldtocht (10 mei - 28 mei 1940)
- De 3 Slagen rond Aken (13 september - 10 december 1944)
- Slag om het Hürtgenwald (19 september 1944 - 10 februari 1945)
- Het Ardennenoffensief (16 december 1944 - 30 januari 1945)
- Slag bij Bruckenkopf (bruggenhoofd) Remagen (in de nacht van 7 op 8 maart 1945)

Ook de vijf doden die Jean de Selys Longchamps maakte tijdens zijn aanval op het Gestapohoofdkwartier van Brussel, liggen in Lommel.

### Inrichting
In 1952 werd de begraafplaats aan de Duitse Oorlogsgravendienst - Volksbund Deutsche Kriegsgräberfürsorge e.V. overgedragen, middels een Oorlogsgraven Overeenkomst. Deze dienst heeft de begraafplaats beplant en verder ingericht.
Door de vele graafwerkzaamheden werd de bodemstructuur grotendeels vernield, hetgeen resulteerde in een woestijnachtig bodemoppervlak. Dit had tot gevolg dat bij winderig weer het zand in grote stofwolken over de begraafplaats werd geblazen. In 1953 werd begonnen met het herstel van de bodem door middel van het aanvoeren van grote hoeveelheden turf en bosgrond; daarnaast werden duizenden stuks bomen, struiken en dophei aangeplant. Tevens wierp men om het hele gebied een aarden wal op met een totale lengte van 1100 m. De gravendienst werd hierin bijgestaan door jongeren op jongerenwerkkamp. Waar er in 1953 ongeveer 100 voornamelijk Duitse jongeren assisteerden, waren dat in 1954 al bijna 400 jongeren uit 16 verschillende landen. Vele jongeren uit deze zomerjeugdkampen in '53/'54/'55 waren lid van verschillende jeugdorganisaties, zoals CJVM (Christlicher Verein Junger Menschen), Kolpingnetwerk of Jugendbauwerk Schleswig-Holstein. Ze gebruikten de slagzin: "Verzoening via de graven". Later kwam daar "Werk voor de vrede" bij. De jeugdkampen verspreidden zich vanuit Lommel naar bijna alle Europese landen met Duitse oorlogsbegraafplaatsen.
In het in 1993 geopende jeugdontmoetingshuis Huis Over Grenzen vinden internationale (jeugd)ontmoetingen plaats. Dit educatieve centrum doet vooral dienst als vredes- en herinneringscentrum, waar bezoekers onder andere in gesprek kunnen gaan met ooggetuigen en nabestaanden van oorlogsgetroffenen. De bedoeling is om over de graven heen aan vrede en de Europese eenwording bij te dragen.

### Toegang en gedenktekens

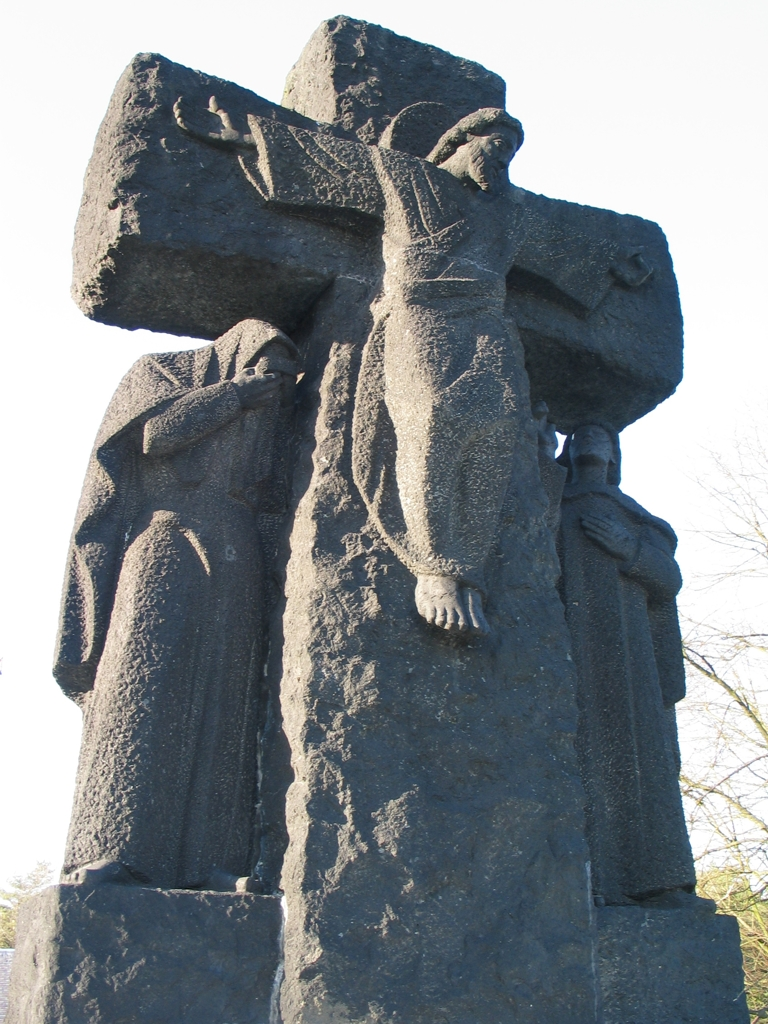
De kruisigingsgroep op de crypte

Bij de ingang vindt men uitgebreide informatie over de geschiedenis, alsmede een op gezette tijden geopend informatiecentrum. De begraafplaats kan worden betreden via een, door Robert Tischler ontworpen, crypte waarop zich een grote kruisigingsgroep uit basalt bevindt afkomstig uit de Eifel. De beelden van Johannes en Maria zijn 3,30 meter hoog; de totale hoogte van de calvarie is 6 meter en het gewicht is 39 ton. In de crypte ligt een beeltenis van een gesneuvelde soldaat.
Ongeveer in het midden van de begraafplaats bevindt zich een gedenksteen, die oorspronkelijk afkomstig is van de erebegraafplaats Brussel-Evere.
In 1995 werd een boom geplant, een Ginko, Japanse notenboom, als teken van hoop en ter nagedachtenis; niet alleen aan de Tweede Wereldoorlog, maar ook aan 6 augustus 1945. Op die datum wierpen de geallieerden een atoombom af boven de Japanse stad Hiroshima. Naast de boom staat een tekstbord in drie talen:
- Nederlands: "Symbool van hoop en vrede. Geplant ter herdenking op de 50e verjaardag van het einde van de oorlog".
- Frans: "En signe d'espoir et de paix. Planté à l'occasion du 50ème anniversaire de la fin de la guerre".
- Duits: "Als Zeichen der Hoffnung des Friedens. Gepflanzt anlässlich des 50. Jahrestages des Kriegsendes".

## Identificatie van gesneuvelden
Voor iedere twee soldaten is er meestal één kruis. Er zijn echter enige graven, die de resten van meerdere personen bevatten. Midden twintigste eeuw bestond DNA-onderzoek nog niet, dus was het in sommige gevallen moeilijk om uit te maken aan wie bepaalde lichaamsdelen toebehoorden. In enkele gevallen zijn broers bij elkaar begraven. Daarnaast heeft ook enig gesneuveld medisch personeel (artsen, verpleegsters) hier een laatste rustplaats gevonden. Aanvankelijk waren 13.000 stoffelijke overschotten niet geïdentificeerd. Hiervan waren er tot 2008 ongeveer 7.000 alsnog bekend geworden. Medio 2017 waren 6.480 gevallenen nog niet geïdentificeerd.

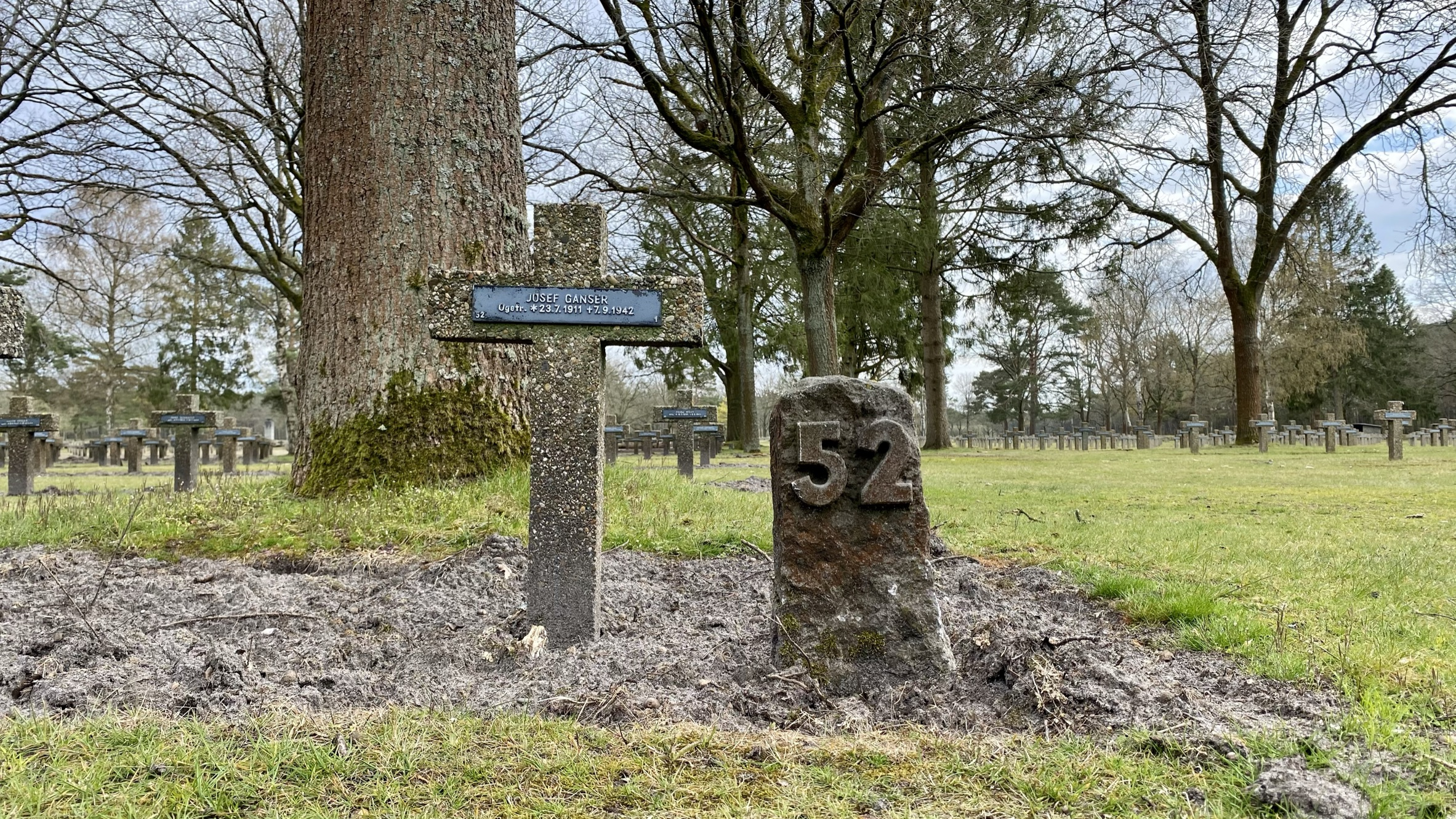
Vaknummer (52) met rijnummer op het kruis

Er is getracht om van iedere gevallene de naam, geboortedatum, sterfdatum en rang of functie te achterhalen, hetgeen echter in veel gevallen niet lukte; vele Duitse archieven gingen tijdens de geallieerde bombardementen in vlammen op. Met name van de gesneuvelden uit de Eerste Wereldoorlog is, behoudens uitzonderingen, slechts de naam en de datum van overlijden bekend. Iedere gesneuvelde heeft een vaknummer gecombineerd met een rijnummer op het kruis.

## Extremisme
In het verleden is de begraafplaats herhaaldelijk gebruikt voor antidemocratische bijeenkomsten, onder meer door neonazi's van de Blood & Honour beweging. Dankzij een speciale gemeenteverordening, die in overleg met de beheerders van de begraafplaats tot stand is gekomen, is aan dit misbruik een einde gemaakt. In november 2008 werden twee Nederlandse neonazi's veroordeeld wegens het brengen van de Hitlergroet tijdens een neonazi-bijeenkomst ter plekke.